# Camera Internațională de Comerț
Camera Internațională de Comerț (ICC; Franceză: Chambre de commerce internationale) este cea mai reprezentativă organizație de afaceri din lume.
Cei 6 milioane de membri din peste 100 de țări au interese care acoperă fiecare sector al întreprinderii private.
ICC are trei activități principale: stabilirea regulilor, soluționarea litigiilor și promovarea politicilor. Întrucât companiile membre și asociațiile sale sunt implicate în afaceri internaționale, ICC are autoritate de neegalat în stabilirea unor norme care să guverneze desfășurarea afacerilor în străinătate. Deși aceste reguli sunt voluntare, ele sunt observate în nenumărate mii de tranzacții în fiecare zi și au devenit parte a comerțului internațional.

## Legături externe
- Site web oficial
- Documents and clippings about  Camera Internațională de Comerț în 20th Century Press Archives din cadrul Bibliotecii Naționale de Economie din Germania (ZBW)